# 라코필룸과
라코필룸과(Racopilaceae)는 선태식물강 히프노덴드론목 또는 참이끼목에 속하는 이끼과 중의 하나이다. 2~4개 속에 약 70여 종으로 이루어져 있다.

## 하위 속
- Powellia Mitten, 1868
- Powelliopsis
- 라코필룸속 (Racopilum) P. Beauv., 1805
- Timokoponenia